# Josef Hofmeister (Fußballspieler)
Josef Hofmeister (* 8. Mai 1946 in Aschaffenburg) ist ein ehemaliger deutscher Fußballspieler. Der Flügelstürmer hat in der Fußball-Bundesliga bei den Vereinen Borussia Dortmund (6/1) und Eintracht Frankfurt (10/1) insgesamt 16 Bundesligaspiele mit zwei Toren absolviert.

## Karriere
Hofmeister spielte bis zum 21. Lebensjahr beim SV Stockstadt im unterklassigen Amateurbereich, bevor er zur Saison 1967/68 zu Borussia Dortmund in die Bundesliga wechselte. Neben Hofmeister verpflichtete der Europapokalsieger des Jahres 1966 noch Klaus Brakelmann, Werner Köddermann und Horst Koschmieder. Autor Dietrich Schulze-Marmeling notiert dazu: „Die Verpflichtungspolitik für die Saison 1967/68 fiel noch zurückhaltender aus als im Vorjahr. Geholt wurden nur tatsächliche oder vermeintliche Talente.“ Für den BVB spielte er zwei Saisons in der Bundesliga, er absolvierte jeweils drei Spiele. Der auf beiden Flügelpositionen einsetzbare Angreifer debütierte unter Trainer Heinz Murach am 23. Spieltag, den 17. Februar 1968, bei einem 5:0-Heimsieg gegen den Karlsruher SC in der Bundesliga und erzielte auf Rechtsaußen gleichzeitig auch sein erstes Tor für die Dortmunder. Der BVB-Angriff war in der Formation mit Hofmeister, Horst Trimhold, Sigfried Held, Willi Neuberger und Lothar Emmerich dabei aufgelaufen. Da auch noch Reinhard Libuda und Reinhold Wosab der Offensivabteilung der Schwarz-Gelben angehörten, konnte sich der Neuzugang nicht in der Stammelf etablieren. Sein letztes Bundesligaspiel für Dortmund bestritt Hofmeister am 30. Oktober 1968 bei einer 1:4-Auswärtsniederlage gegen den FC Bayern München. Er wurde in der 46. Minute für Dietmar Erler eingewechselt.
Er verließ nach zwei Jahren das Ruhrgebiet und spielte anschließend 1969/70 ein Jahr für den SV Darmstadt 98 in der zweitklassigen Fußball-Regionalliga Süd. Bei den Blau-Weißen vom Böllenfalltor erzielte er in 27 Spielen fünf Tore, stieg aber unter Trainer Heinz Lucas als 18. an der Seite von Mitspielern wie Uwe Ebert, Wolfgang Mühlschwein, Jürgen Rohweder und Wolfgang Solz in das Amateurlager ab. Das entscheidende Spiel um den Abstieg verlor er mit den „Lilien“ am 20. Mai 1970 mit 1:4 auf dem Bieberer Berg gegen Kickers Offenbach. Hofmeister blieb mit seinem Wechsel zum Freiburger FC aber in der Regionalliga. Neben Hofmeister unterschrieb noch der Abwehrspieler Hubert Windsperger beim Team vom Möslestadion und die Karriere des Torhüters Hubert Birkenmeier begann. Unter Trainer Hans Pilz und an der Seite von Mitspielern wie Werner Anzill, Karl-Heinz Bente, Hans Linsenmaier, Karl-Heinz Mießmer, Helmut Siebert und Hans-Günter von de Fenn belegte er mit dem FFC den 9. Rang; Hofmeister hatte in 25 Ligaspielen sechs Tore erzielt. Im zweiten Freiburger Jahr, 1971/72, steigerte er seine persönliche Bilanz auf 31 Regionalligaeinsätze, in denen er neun Tore erzielte. Mit Sturmkollege Siebert führte er damit gemeinsam die interne Torschützenliste an. Der FFC belegte unter Trainerrückkehrer Hans Wendlandt den 6. Rang und der neue Abwehrchef Blagomir Krivokuća hatte daran wesentlichen Anteil. Aufgrund seiner Dribbelkünste hatte sich Hofmeister während seiner zwei Runden beim FFC den Spitznamen „Hakensepp“ erworben. Für Freiburg kam er von 1970 bis 1972 in zwei Saisonen auf 15 Tore in 56 Spielen.
Insbesondere seine Leistungen in der Saison 1971/72 hatten den Flügelstürmer auch wieder für die Bundesliga interessant gemacht. Er bekam zur Saison 1972/73 bei Eintracht Frankfurt einen Vertrag und spielte damit erneut im Oberhaus des deutschen Fußballs. Zum Team von Trainer Erich Ribbeck waren neben Hofmeister auch noch Uwe Kliemann, Günther Wienhold, Raimund Krauth und Karl-Heinz Körbel als Neuzugänge gekommen. Am 21. Oktober 1973 debütierte er bei der Eintracht beim Auswärtsspiel bei RW Oberhausen in der Bundesliga. Er wurde in der 84. Minute bei einer 0:1-Niederlage für Bernd Hölzenbein eingewechselt. Acht Tage später, am 28. Oktober, bestritt er sein erstes volles Bundesligaspiel bei der Elf vom Riederwald. Er stürmte bei einem 2:2-Heimremis gegen Werder Bremen auf Rechtsaußen, Thomas Parits als Mittelstürmer und Ender Konca auf Linksaußen. Insgesamt absolvierte er zehn weitere Bundesligaspiele und erzielte ein weiteres Tor. Daneben war er aber auch im Ligapokal gegen Borussia Neunkirchen und Fortuna Köln, im DFB-Pokal gegen Eintracht Braunschweig (0:1, 2:2), sowie im UEFA-Pokal am 26. September 1972 beim 0:0-Heimremis gegen den FC Liverpool im Einsatz gewesen.
Nach einem Jahr bei der Eintracht spielte er 1973/74 im letzten Jahr der alten zweitklassigen Regionalliga Süd eine Saison für den VfR Mannheim, wo er durch Verletzungen bedingt nur in 14 Ligaeinsätzen zwei Tore erzielen konnte. Sein letztes Spiel bei den Blau-Weiß-Roten unter Trainer Gunther Baumann war das Lokalderby am 16. März 1974 gegen Chio Waldhof. Es endete torreich 7:4 für Waldhof und Hofmeister hatte dabei mit Ludwig Hartmann und Bernd Detterer den VfR-Angriff gebildet. In der 61. Minute wurde er nach einer Verletzung ausgewechselt und konnte in den letzten Rundenspielen nicht mehr auflaufen. Ab 1974/75 spielte er wieder im Amateurbereich bei seinem Heimatverein SV Stockstadt.